# Hannibal Harbo Rasmussen
Hannibal Harbo Rasmussen (født 28. februar 2000) er en tidligere dansk skuespiller, som i 2012-2014 har medvirket i Pendlerkids. I 2014 spillede han hovedrollen Dixie i DR1's julekalender Tidsrejsen, sammen med Bebiane Ivalo Kreutzmann (Sofie). Hannibal er søn af Nils Harbo og Ulla Rasmussen.
Han deltog i Ultra GALLA 2013[kilde mangler]

## Filmografi

### Tv-serier
| År        | Titel       | Rolle            | Noter         |
| --------- | ----------- | ---------------- | ------------- |
| 2012-2014 | Pendlerkids | Kasper           | Sæson 1, 2, 3 |
| 2013-2014 | Dicte       | Alexander Wagner | Sæson 1 og 2  |
| 2014      | Tidsrejsen  | Dixie            | Julekalender  |